# Charmes (Allier)
Charmes település Franciaországban, Allier megyében. Lakosainak száma 374 fő (2022. január 1.). Charmes Biozat, Cognat-Lyonne, Gannat, Monteignet-sur-l’Andelot, Poëzat, Effiat és Saint-Genès-du-Retz községekkel határos.

## Népesség
A település népességének változása:
| Lakosok száma | 315  | 308  | 328  | 333  | 408  | 400  | 398  | 394  | 387  | 374  |
|               | 1968 | 1982 | 1990 | 2006 | 2013 | 2015 | 2017 | 2019 | 2020 | 2022 |